# 3035 Chambers
A 3035 Chambers (ideiglenes jelöléssel A924 EJ) a Naprendszer kisbolygóövében található aszteroida. Karl Wilhelm Reinmuth fedezte fel 1924. március 7-én.